# Hemileuca

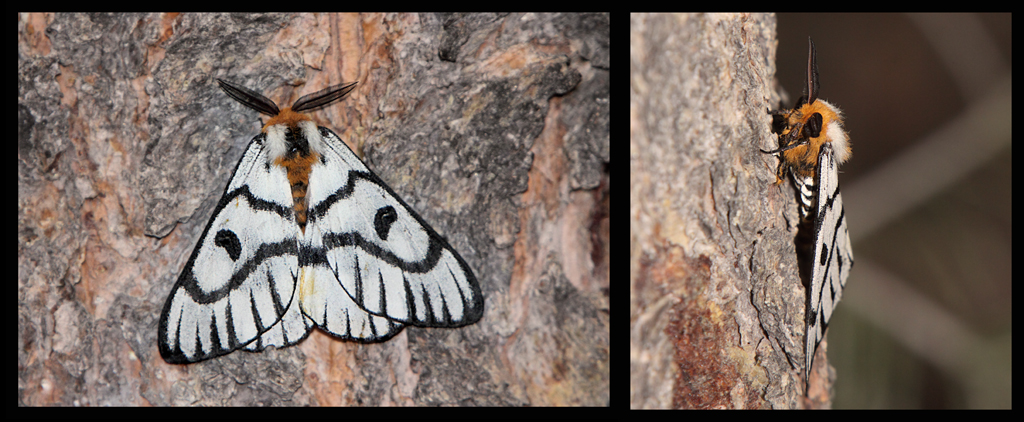
Hemileuca hera desde arriba y desde el costado

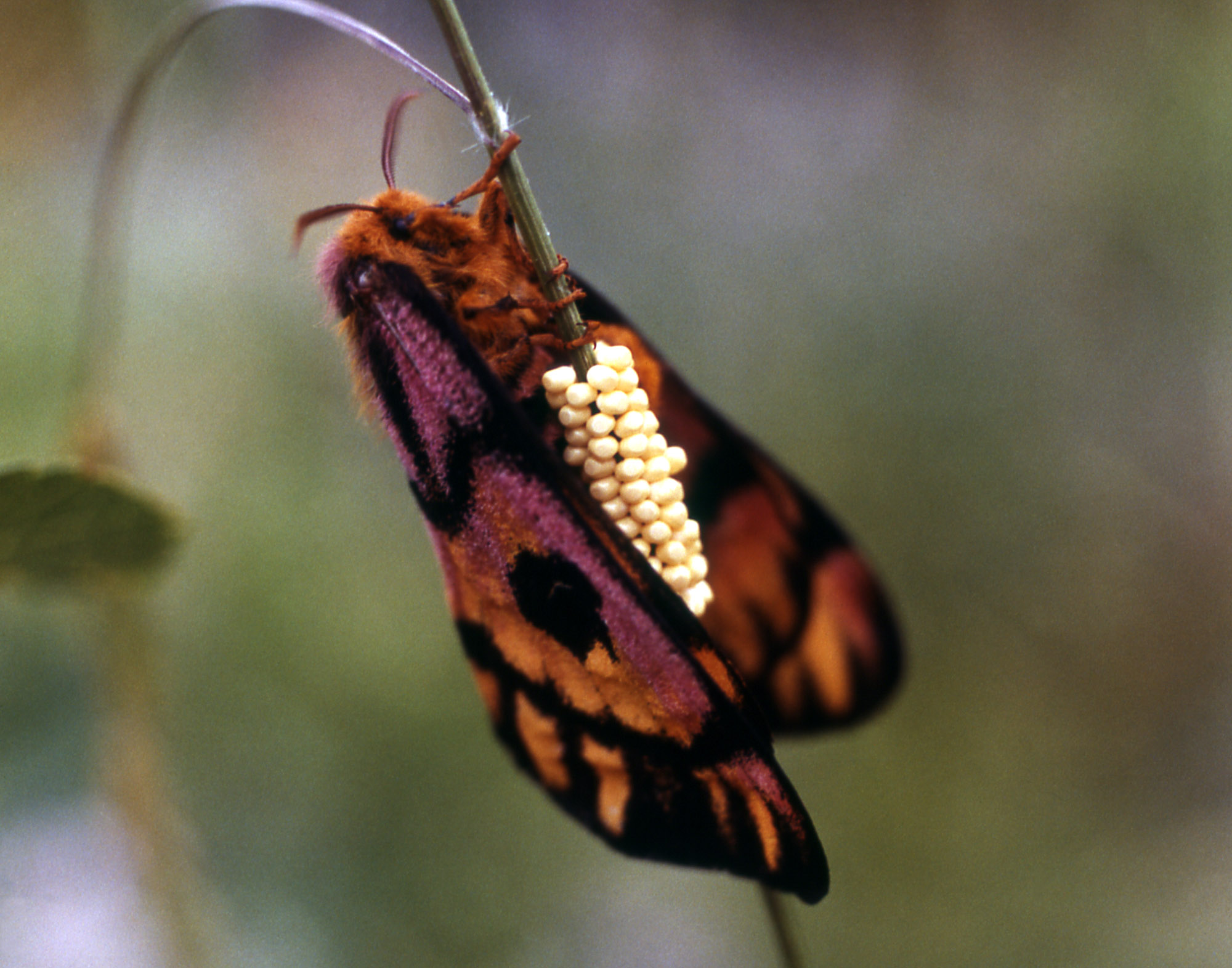
Hemileuca eglanterina poniendo huevos

Hemileuca es un género de polillas de la familia Saturniidae. El "Índice global de nombres de lepidópteros" del Museo de Historia Natural enumera las 27 especies del género, que tienen su distribución en América del Norte.
Estas polillas son muy populares entre los coleccionistas de mariposas debido a su color variable y diseño de alas y su forma de vida inusual, que se adapta a los hábitats cálidos y secos.

## Características
Las polillas son de colores brillantes, en tonos de blanco, negro, amarillo y rojo, y tienen una apariencia muy variable, incluso dentro de la especie. En muchas especies, el extremo del abdomen es de color rojo, lo que puede servir como advertencia para los depredadores. En otras especies está anillado en amarillo y negro. Las antenas de los machos son simplemente emplumadas. En todas las demás especies dentro de la subfamilia, son doblemente pinnadas, como en la mayoría de las especies de la familia Saturniidae. Los genitales son similares a los del género Coloradia.
Las orugas son de color negro, rojo oscuro o marrón oscuro, pero desarrollan un patrón específico de la especie con el aumento de la edad. Los apéndices en la parte posterior del abdomen consisten en mechones cortos o grupos de espinas que no tienen eje central. Esto los distingue de las orugas del género estrechamente relacionado Automeris. Se forman pelos punzantes en todas las especies. El vello provoca una erupción en la piel que dura de un día a más de una semana cuando se tocan. En años favorables, las orugas pueden aparecer en grandes cantidades.

## Distribución
Las polillas se encuentran desde el sur de Canadá, a través del oeste y suroeste de los Estados Unidos, incluida la Gran Cuenca hasta México. El núcleo de propagación son las zonas desérticas, montañosas y chaparrales. Aunque algunas especies son raras, pueden encontrarse con frecuencia localmente. En general, las poblaciones de esas especies que habitan los vastos y abiertos hábitats de la Gran Cuenca y los desiertos en el suroeste de los Estados Unidos están ampliamente dispersas, pero tienen altas densidades individuales.

## Biología
Las polillas de la mayoría de las especies vuelan en un vuelo impredecible y desigual. Si se los molesta mientras están sentados, levantan sus alas sobre el dorso y doblan su abdomen hacia abajo. Las especies con un abdomen anillado amarillo y negro también palpitan con esta parte del cuerpo, lo que crea un parecido con las avispas, (mimetismo mülleriano).

### Etapas de oruga y adulto
Los adultos de la mayoría de las especies vuelan en verano u otoño. Las pocas especies nocturnas se encuentran principalmente en las zonas desérticas, donde vuelan a principios de otoño cuando las temperaturas nocturnas aún son lo suficientemente altas. En la mayoría de las especies, los huevos pasan el invierno, y las orugas eclosionan en marzo o abril. En algunas especies, las orugas eclosionan al comienzo de las lluvias de invierno en el sur de California o al comienzo de las lluvias de verano en el sureste de Arizona. Las polillas de la nueva generación eclosionan en la mayoría de las especies unos meses después de la pupación, pero algunas de estas pueden hibernar como una pupa. En el caso de las especies del desierto en particular, está documentado en cautiverio que la pupa puede durar de dos a cuatro años hasta que las polillas eclosionan. Las especies del grupo eglanterina tienen un ciclo de vida de dos años en los hábitats que habitan en las zonas de alta montaña con solo una corta temporada de crecimiento. Los huevos pasan el invierno en el primer año, las orugas en el segundo. Sin embargo, la misma especie se desarrolla mucho más rápido en condiciones más favorables. Sin embargo, la diapausa es inducida por la duración de la luz del día y los niveles hormonales que se correlacionan con ella.
El ciclo de desarrollo en el que los huevos pasan el invierno probablemente sea una adaptación al corto período de vegetación en los hábitats secos. Las orugas que eclosionan en primavera pueden encontrar inmediatamente alimentos de calidad ideal. Terminan su desarrollo antes del verano cálido y seco y lo pasan en la etapa de pupa antes de que las polillas eclosionen con temperaturas más suaves en otoño y finales del verano. La actividad diurna de las polillas también evita las temperaturas frías de la noche, que a su vez son necesarias para interrumpir el desarrollo de los huevos.

### Alimentación de las larvas
Las plantas alimenticias más importantes de las orugas son las plantas de rosa (Rosaceae), de espino amarillo (Rhamnaceae), de sauce (Salicaceae), de la familia de las margaritas (Asteraceae), de madreselvas (Caprifoliaceae), de la familia de zumaque (Anacardiaceae), de (Fabaceae). Algunas especies o grupos de especies se especializan en ciertas familias de plantas. Las especies que habitan en hábitats secos se desarrollan en las plantas arbustivas dominantes.

## Desarrollo
Las hembras de todas las especies del género ponen sus huevos en racimos en forma de anillo alrededor de una rama o un tallo de las plantas alimenticias. Para aquellas especies que viven en desiertos cuyos cultivos alimentarios son pequeños, la nidada contiene menos de 24 huevos; para las especies que se alimentan de arbustos, árboles y plantas herbáceas, la nidada contiene de 50 a 200 huevos.
Inicialmente, las orugas comen socialmente, posadas juntas. Debido a su coloración oscura, absorben la radiación solar de manera eficiente, y el aumento de la temperatura corporal resultante acelera el desarrollo fisiológico, especialmente en las zonas montañosas más altas. Las orugas pasan por al menos cinco estadios, dependiendo de la especie y la planta alimenticia, también pueden ser seis o siete. Después de la cuarta etapa, viven solitarias. Cuando estos animales son molestados, se acurrucan y caen al suelo. Las orugas están fuertemente diezmadas por moscas parasitoides. A veces, hasta el 90% de la población de orugas está parasitada. La pupación ocurre en todas las especies entre restos de plantas en el suelo o en mechones de hierba. Sin embargo, si las orugas encuentran tierra suelta, la mayoría de ellas se entierran a una profundidad de 10 a 20 centímetros.

## Taxonomía y sistemática
La gran variabilidad de las polillas, especialmente dentro del grupo eglanterina, condujo a la descripción de muchas subespecies, que, sin embargo, generalmente no son taxonómicamente sostenibles considerando la alta variabilidad, las áreas de distribución y su superposición.
Algunos autores han dividido el género en cuatro subgéneros, para los cuales la división de la especie es problemática. Por esta razón, Tuskes y Collins definen los grupos de especies tricolor, maia, electra, burnsi, chinatiensis y eglanterina, que deberían reflejar mejor la relación filogenética.
El "Índice global de nombres de lepidópteros" del Museo de Historia Natural enumera las siguientes especies del género:
- Hemileuca tricolor (Packard, 1872)
- Hemileuca lex (Druce, 1897)
- Hemileuca hualapai (Neumoegen, 1883)
- Hemileuca rubridorsa Felder, 1874
- Hemileuca oliviae Cockerell, 1898
- Hemileuca sororius (H. Edwards, 1881)
- Hemileuca numa (Druce, 1897)
- Hemileuca mexicana (Druce, 1887)
- Hemileuca mania (Druce, 1897)
- Hemileuca dyari (Draudt, 1930)
- Hemileuca lares (Druce, 1897)
- Hemileuca maia (Drury, 1773)
- Hemileuca nevadensis Strech, 1872
- Hemileuca lucina H. Edwards, 1887
- Hemileuca grotei Hopffer, 1868
- Hemileuca diana Packard, 1874
- Hemileuca juno Packard, 1872
- Hemileuca electra Wright, 1884
- Hemileuca slosseri Peigler & Stone, 1989
- Hemileuca burnsi J.H. Watson, 1910
- Hemileuca neumoegeni (H. Edwards, 1881)
- Hemileuca chinatiensis (Tinkham, 1943)
- Hemileuca griffini Tuskes, 1978
- Hemileuca conwayae Peigler, 1985
- Hemileuca hera (Harris, 1841)
- Hemileuca nutalli (Strecker, 1875)
- Hemileuca eglanterina (Boisduval, 1852)